# Barrio Constitución
El Barrio Constitución es un conjunto de cuatro edificios residenciales gestionados por la Comisión Municipal de la Vivienda (CMV) de la ciudad de Buenos Aires, Argentina. Se encuentran en el barrio de San Cristóbal.
En el año 1961 se creó la Comisión Municipal de la Vivienda, con el objetivo de facilitar un hogar mediante créditos flexibles y solucionar los problemas habitacionales en Buenos Aires. Originalmente se proyectaron tres conjuntos residenciales: Catalinas Sur, Constitución y Parque Almirante Brown. Serían la primera de 3 etapas que sumarían 17.500 viviendas en cinco años.
El Barrio Constitución se erigió en un predio de 1 hectárea en la manzana entre las calles Combate de los Pozos, Pavón, Constitución y Sarandí. Fue proyectado por el arquitecto J. A. Alais y consistió en 508 viviendas distribuidas en 4 edificios, que comenzaron a construirse en mayo de 1962 y se terminaron en diciembre de 1968.